# Eublemma muscatensis
Eublemma muscatensis är en fjärilsart som beskrevs av Edward P. Wiltshire 1980. Eublemma muscatensis ingår i släktet Eublemma och familjen nattflyn. Inga underarter finns listade i Catalogue of Life.